# Alyxia ilicifolia
Alyxia ilicifolia är en oleanderväxtart. Alyxia ilicifolia ingår i släktet Alyxia och familjen oleanderväxter.

## Underarter
Arten delas in i följande underarter:
- A. i. ilicifolia
- A. i. magnifolia